# Johanna van Habsburg

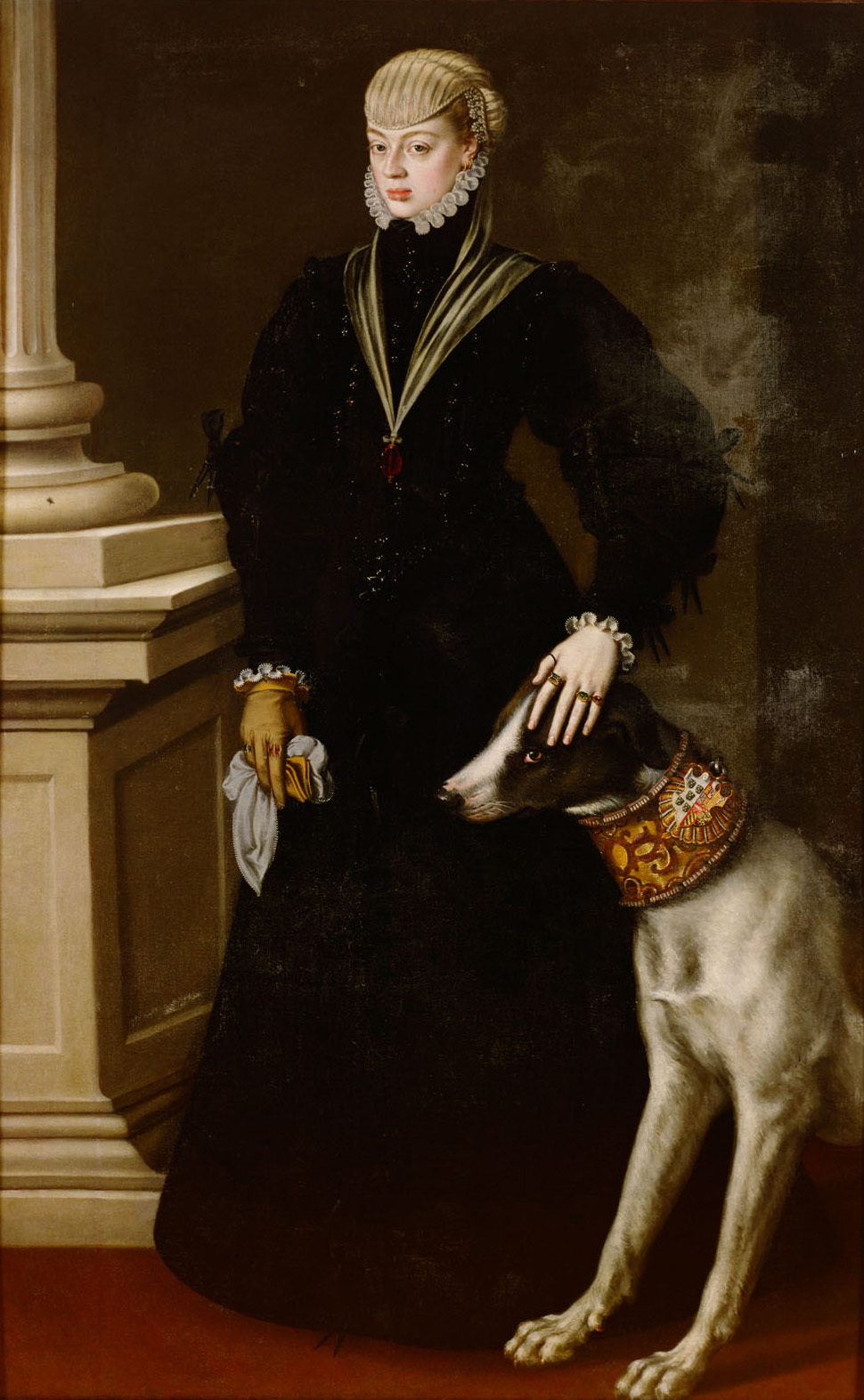
Johanna van Habsburg

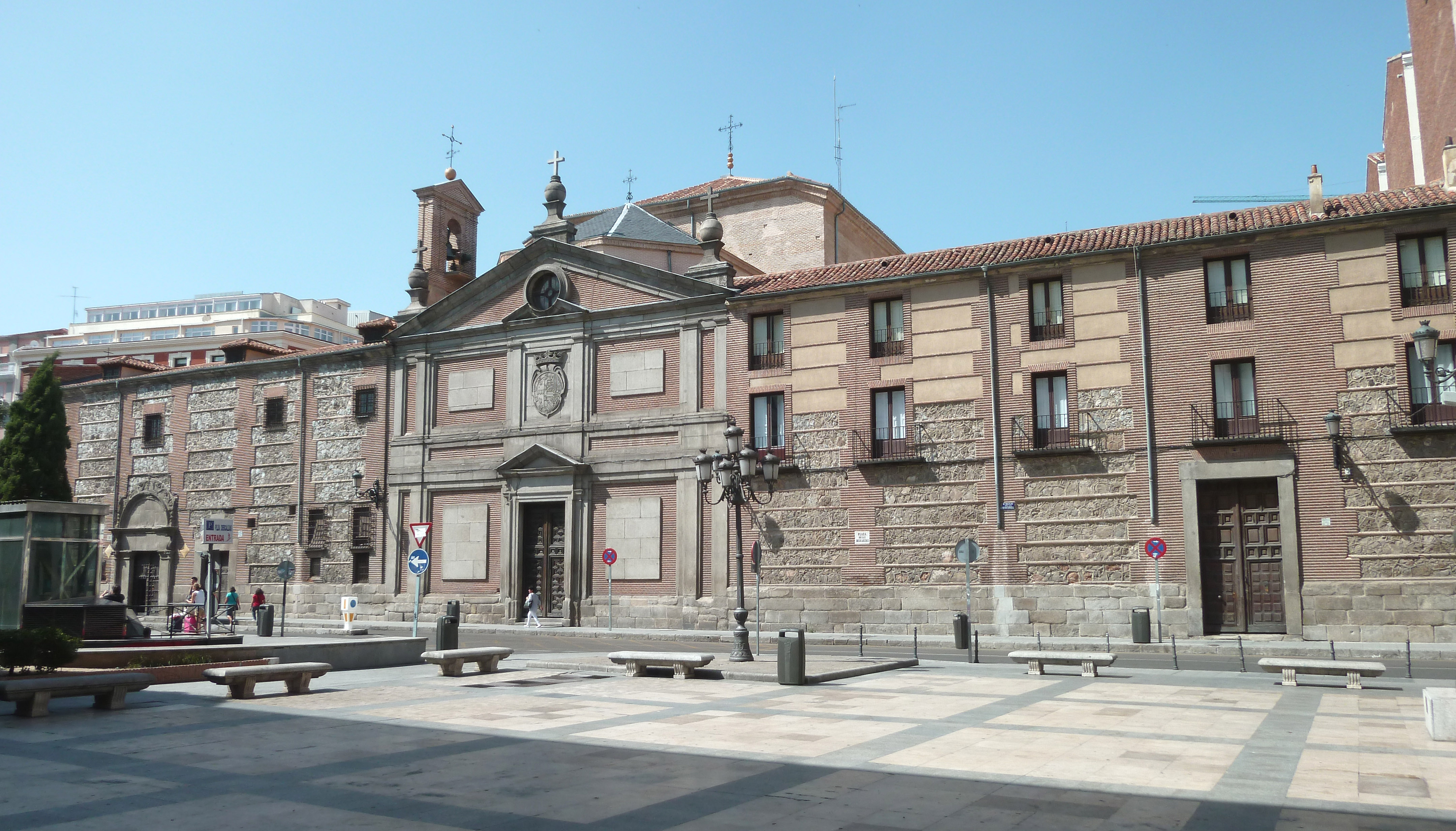
Het Monasterio de las Descalzas Reales waar ze werd begraven

Johanna van Habsburg (Spaans: Juana) (Madrid, 24 juni 1535 - klooster van El Escorial, 7 september 1573) was een dochter van keizer Karel V en Isabella van Portugal. Ze was door haar geboorte aartshertogin van Oostenrijk, infante van de koninkrijken Castilië en Aragón, prinses van het hertogdom Bourgondië en van het graafschap Vlaanderen.
Johanna huwde in 1552 met haar directe neef, infant Johan van Portugal, die troonopvolger was van Portugal. Hij was de enige overlevende zoon van haar tante langs vaderszijde Catharina van Habsburg en van haar oom langs moederszijde, koning Johan III van Portugal. Het tienerhuwelijk leidde al snel tot een zwangerschap (Johan was toen 15 jaar oud, Johanna was 17) en hun enige kind Sebastiaan werd geboren in 1554, enkele weken nadat zijn vader op zestienjarige leeftijd overleed aan de gevolgen van diabetes.
Kort na de geboorte van Sebastiaan werd Johanna door haar broer Filips II van Spanje terug naar Madrid ontboden om het koninkrijk te leiden terwijl hij naar Engeland was om te huwen met Maria Tudor. Ze vervulde deze taak met glans en was intelligent en efficiënt.
Johanna hertrouwde niet en keerde nooit meer terug naar Portugal. Ze zag haar zoon Sebastiaan dus niet opgroeien, hoewel ze hem brieven stuurde en portretten van hem liet vervaardigen op verschillende momenten in zijn leven, zodat ze kon zien hoe hij eruitzag. Een van deze schilderijen, waarop hij elf is, bevindt zich nu in het Monasterio de las Descalzas Reales. Dit slotklooster voor clarissen stichtte Johanna in 1559 in het paleis waar haar vader in Madrid had gewoond. Zijzelf was er ook geboren. 
Johanna was ook opgenomen in de jezuïetenorde, als enig vrouwelijke lid in de geschiedenis van de orde. Ze ontving in 1554 de zeldzame onderscheiding van 'vrouwelijk jezuïet', in het geheim aan haar toegekend onder het pseudoniem 'Mateo Sanches'. Ze was vanaf 1554 regentes van Spanje, toen haar broer Filips door zijn huwelijk met de katholieke koningin Maria Tudor in Engeland verbleef. Hij was koning van Engeland tot het overlijden van zijn vrouw in 1558. Johanna zou, volgens Geoffrey Parker, in 1556 de 'geloften van armoede, kuisheid en gehoorzaamheid' afleggen, zoals alle novicen van de jezuïetenorde.
Ze overleed op 38-jarige leeftijd.

## Voorouders
| Keizer Maximiliaan I (1459-1519) | Keizer Maximiliaan I (1459-1519) | Keizer Maximiliaan I (1459-1519) | Keizer Maximiliaan I (1459-1519) | Keizer Maximiliaan I (1459-1519) | Keizer Maximiliaan I (1459-1519) |                                  |                                  | Maria van Bourgondië (1457-1482) | Maria van Bourgondië (1457-1482) | Maria van Bourgondië (1457-1482) | Maria van Bourgondië (1457-1482) | Maria van Bourgondië (1457-1482) | Maria van Bourgondië (1457-1482) |                              |                              | Ferdinand II van Aragon (1452-1516) | Ferdinand II van Aragon (1452-1516) | Ferdinand II van Aragon (1452-1516) | Ferdinand II van Aragon (1452-1516) | Ferdinand II van Aragon (1452-1516) | Ferdinand II van Aragon (1452-1516) |  |  | Isabella I van Castilië (1451-1504) | Isabella I van Castilië (1451-1504) | Isabella I van Castilië (1451-1504) | Isabella I van Castilië (1451-1504) | Isabella I van Castilië (1451-1504) | Isabella I van Castilië (1451-1504) |                                   |                                   | Ferdinand van Viseu (1433-1470)   | Ferdinand van Viseu (1433-1470)   | Ferdinand van Viseu (1433-1470)   | Ferdinand van Viseu (1433-1470)   | Ferdinand van Viseu (1433-1470)    | Ferdinand van Viseu (1433-1470)    |                                    |                                    | Beatrix van Portugal (1430-1506)   | Beatrix van Portugal (1430-1506)   | Beatrix van Portugal (1430-1506) | Beatrix van Portugal (1430-1506) | Beatrix van Portugal (1430-1506) | Beatrix van Portugal (1430-1506) |                             |                             |                             |                             |
| Keizer Maximiliaan I (1459-1519) | Keizer Maximiliaan I (1459-1519) | Keizer Maximiliaan I (1459-1519) | Keizer Maximiliaan I (1459-1519) | Keizer Maximiliaan I (1459-1519) | Keizer Maximiliaan I (1459-1519) |                                  |                                  | Maria van Bourgondië (1457-1482) | Maria van Bourgondië (1457-1482) | Maria van Bourgondië (1457-1482) | Maria van Bourgondië (1457-1482) | Maria van Bourgondië (1457-1482) | Maria van Bourgondië (1457-1482) |                              |                              | Ferdinand II van Aragon (1452-1516) | Ferdinand II van Aragon (1452-1516) | Ferdinand II van Aragon (1452-1516) | Ferdinand II van Aragon (1452-1516) | Ferdinand II van Aragon (1452-1516) | Ferdinand II van Aragon (1452-1516) |  |  | Isabella I van Castilië (1451-1504) | Isabella I van Castilië (1451-1504) | Isabella I van Castilië (1451-1504) | Isabella I van Castilië (1451-1504) | Isabella I van Castilië (1451-1504) | Isabella I van Castilië (1451-1504) |                                   |                                   | Ferdinand van Viseu (1433-1470)   | Ferdinand van Viseu (1433-1470)   | Ferdinand van Viseu (1433-1470)   | Ferdinand van Viseu (1433-1470)   | Ferdinand van Viseu (1433-1470)    | Ferdinand van Viseu (1433-1470)    |                                    |                                    | Beatrix van Portugal (1430-1506)   | Beatrix van Portugal (1430-1506)   | Beatrix van Portugal (1430-1506) | Beatrix van Portugal (1430-1506) | Beatrix van Portugal (1430-1506) | Beatrix van Portugal (1430-1506) |                             |                             |                             |                             |
|                                  |                                  |                                  |                                  |                                  |                                  |                                  |                                  |                                  |                                  |                                  |                                  |                                  |                                  |                              |                              |                                     |                                     |                                     |                                     |                                     |                                     |  |  |                                     |                                     |                                     |                                     |                                     |                                     |                                   |                                   |                                   |                                   |                                   |                                   |                                    |                                    |                                    |                                    |                                    |                                    |                                  |                                  |                                  |                                  |                             |                             |                             |                             |
|                                  |                                  |                                  |                                  |                                  |                                  |                                  |                                  |                                  |                                  |                                  |                                  |                                  |                                  |                              |                              |                                     |                                     |                                     |                                     |                                     |                                     |  |  |                                     |                                     |                                     |                                     |                                     |                                     |                                   |                                   |                                   |                                   |                                   |                                   |                                    |                                    |                                    |                                    |                                    |                                    |                                  |                                  |                                  |                                  |                             |                             |                             |                             |
|                                  |                                  |                                  |                                  | Filips de Schone (1478-1506)     | Filips de Schone (1478-1506)     | Filips de Schone (1478-1506)     | Filips de Schone (1478-1506)     | Filips de Schone (1478-1506)     | Filips de Schone (1478-1506)     |                                  |                                  |                                  |                                  |                              |                              | Johanna van Castilië (1479-1555)    | Johanna van Castilië (1479-1555)    | Johanna van Castilië (1479-1555)    | Johanna van Castilië (1479-1555)    | Johanna van Castilië (1479-1555)    | Johanna van Castilië (1479-1555)    |  |  | Maria van Aragon (1482-1517)        | Maria van Aragon (1482-1517)        | Maria van Aragon (1482-1517)        | Maria van Aragon (1482-1517)        | Maria van Aragon (1482-1517)        | Maria van Aragon (1482-1517)        |                                   |                                   |                                   |                                   |                                   |                                   | Emanuel I van Portugal (1469-1521) | Emanuel I van Portugal (1469-1521) | Emanuel I van Portugal (1469-1521) | Emanuel I van Portugal (1469-1521) | Emanuel I van Portugal (1469-1521) | Emanuel I van Portugal (1469-1521) |                                  |                                  |                                  |                                  |                             |                             |                             |                             |
|                                  |                                  |                                  |                                  | Filips de Schone (1478-1506)     | Filips de Schone (1478-1506)     | Filips de Schone (1478-1506)     | Filips de Schone (1478-1506)     | Filips de Schone (1478-1506)     | Filips de Schone (1478-1506)     |                                  |                                  |                                  |                                  |                              |                              | Johanna van Castilië (1479-1555)    | Johanna van Castilië (1479-1555)    | Johanna van Castilië (1479-1555)    | Johanna van Castilië (1479-1555)    | Johanna van Castilië (1479-1555)    | Johanna van Castilië (1479-1555)    |  |  | Maria van Aragon (1482-1517)        | Maria van Aragon (1482-1517)        | Maria van Aragon (1482-1517)        | Maria van Aragon (1482-1517)        | Maria van Aragon (1482-1517)        | Maria van Aragon (1482-1517)        |                                   |                                   |                                   |                                   |                                   |                                   | Emanuel I van Portugal (1469-1521) | Emanuel I van Portugal (1469-1521) | Emanuel I van Portugal (1469-1521) | Emanuel I van Portugal (1469-1521) | Emanuel I van Portugal (1469-1521) | Emanuel I van Portugal (1469-1521) |                                  |                                  |                                  |                                  |                             |                             |                             |                             |
|                                  |                                  |                                  |                                  |                                  |                                  |                                  |                                  |                                  |                                  | Keizer Karel V (1500-1558)       | Keizer Karel V (1500-1558)       | Keizer Karel V (1500-1558)       | Keizer Karel V (1500-1558)       | Keizer Karel V (1500-1558)   | Keizer Karel V (1500-1558)   |                                     |                                     |                                     |                                     |                                     |                                     |  |  |                                     |                                     |                                     |                                     |                                     |                                     | Isabella van Portugal (1503-1539) | Isabella van Portugal (1503-1539) | Isabella van Portugal (1503-1539) | Isabella van Portugal (1503-1539) | Isabella van Portugal (1503-1539) | Isabella van Portugal (1503-1539) |                                    |                                    |                                    |                                    |                                    |                                    |                                  |                                  |                                  |                                  |                             |                             |                             |                             |
|                                  |                                  |                                  |                                  |                                  |                                  |                                  |                                  |                                  |                                  | Keizer Karel V (1500-1558)       | Keizer Karel V (1500-1558)       | Keizer Karel V (1500-1558)       | Keizer Karel V (1500-1558)       | Keizer Karel V (1500-1558)   | Keizer Karel V (1500-1558)   |                                     |                                     |                                     |                                     |                                     |                                     |  |  |                                     |                                     |                                     |                                     |                                     |                                     | Isabella van Portugal (1503-1539) | Isabella van Portugal (1503-1539) | Isabella van Portugal (1503-1539) | Isabella van Portugal (1503-1539) | Isabella van Portugal (1503-1539) | Isabella van Portugal (1503-1539) |                                    |                                    |                                    |                                    |                                    |                                    |                                  |                                  |                                  |                                  |                             |                             |                             |                             |
|                                  |                                  |                                  |                                  |                                  |                                  |                                  |                                  |                                  |                                  |                                  |                                  |                                  |                                  |                              |                              |                                     |                                     |                                     |                                     |                                     |                                     |  |  |                                     |                                     |                                     |                                     |                                     |                                     |                                   |                                   |                                   |                                   |                                   |                                   |                                    |                                    |                                    |                                    |                                    |                                    |                                  |                                  |                                  |                                  |                             |                             |                             |                             |
|                                  |                                  |                                  |                                  |                                  |                                  |                                  |                                  |                                  |                                  |                                  |                                  |                                  |                                  |                              |                              |                                     |                                     |                                     |                                     |                                     |                                     |  |  |                                     |                                     |                                     |                                     |                                     |                                     |                                   |                                   |                                   |                                   |                                   |                                   |                                    |                                    |                                    |                                    |                                    |                                    |                                  |                                  |                                  |                                  |                             |                             |                             |                             |
|                                  |                                  |                                  |                                  | Filips II van Spanje (1527–1598) | Filips II van Spanje (1527–1598) | Filips II van Spanje (1527–1598) | Filips II van Spanje (1527–1598) | Filips II van Spanje (1527–1598) | Filips II van Spanje (1527–1598) |                                  |                                  |                                  |                                  | Maria van Spanje (1528-1603) | Maria van Spanje (1528-1603) | Maria van Spanje (1528-1603)        | Maria van Spanje (1528-1603)        | Maria van Spanje (1528-1603)        | Maria van Spanje (1528-1603)        |                                     |                                     |  |  | Ferdinand van Spanje (1530–1530)    | Ferdinand van Spanje (1530–1530)    | Ferdinand van Spanje (1530–1530)    | Ferdinand van Spanje (1530–1530)    | Ferdinand van Spanje (1530–1530)    | Ferdinand van Spanje (1530–1530)    |                                   |                                   |                                   |                                   | Johanna van Habsburg (1535-1573)  | Johanna van Habsburg (1535-1573)  | Johanna van Habsburg (1535-1573)   | Johanna van Habsburg (1535-1573)   | Johanna van Habsburg (1535-1573)   | Johanna van Habsburg (1535-1573)   |                                    |                                    |                                  |                                  | Juan van Spanje (1539-1539)      | Juan van Spanje (1539-1539)      | Juan van Spanje (1539-1539) | Juan van Spanje (1539-1539) | Juan van Spanje (1539-1539) | Juan van Spanje (1539-1539) |